# Stazione di Cocullo
La stazione di Cocullo è la stazione ferroviaria a servizio del comune di Cocullo. Dista circa 2 km dal centro abitato. La stazione è ubicata lungo la ferrovia Roma-Pescara.

## Storia
La stazione venne inaugurata nel 1888, in occasione dell'apertura dell'intera linea.

## Strutture e impianti

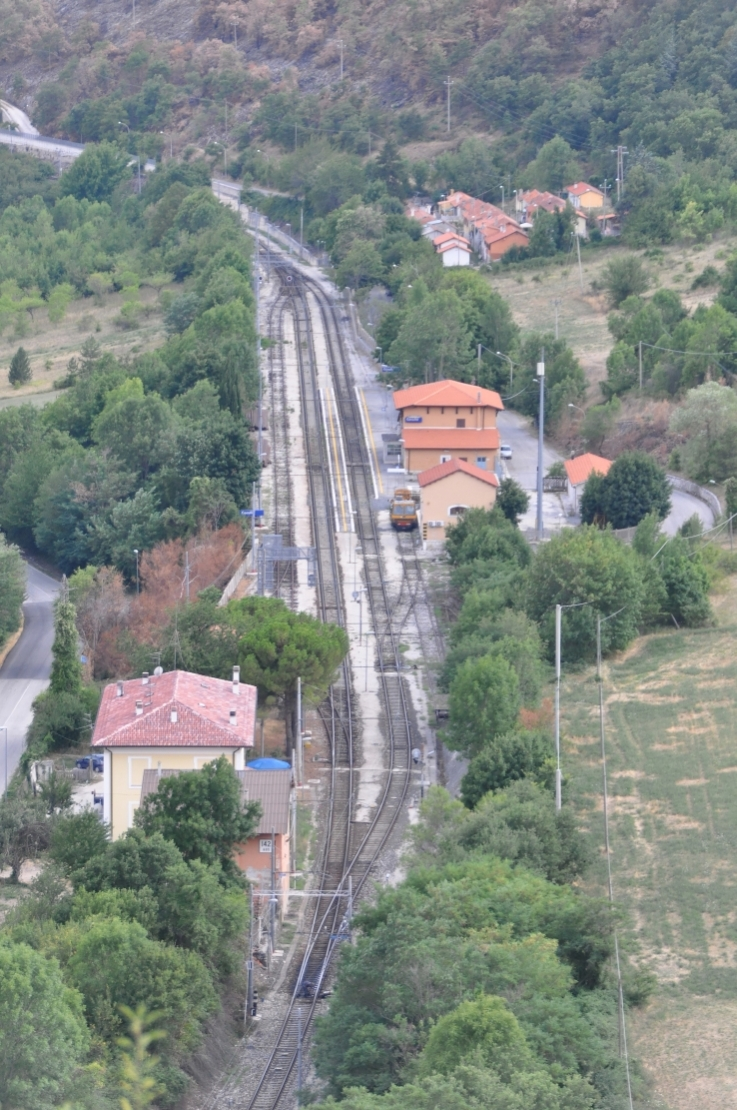
Veduta della stazione

La gestione degli impianti è affidata a Rete Ferroviaria Italiana, controllata del Gruppo Ferrovie dello Stato.
Il fabbricato viaggiatori si compone di due livelli. L'edificio è in muratura ed è tinteggiato di marrone chiaro.
Il piazzale comprende i due binari principali, entrambi muniti di banchina e collegati fra loro mediante una passerella ferroviaria.

## Movimento
Il servizio ordinario è svolto in esclusiva da Trenitalia (controllata del gruppo Ferrovie dello Stato) per conto della Regione Abruzzo. In stazione fermano circa 10 treni al giorno e il movimento passeggeri è mediocre.
I treni che effettuano servizio in questa stazione sono di tipo regionale e hanno per destinazioni Sulmona, Pescara, Avezzano e Roma Tiburtina.

## Servizi
- Sala d'attesa